# Keizer van Japan
De keizer van Japan is de enige nog regerende keizer ter wereld. De keizer van Japan heet in het Japans 天皇 of tennō, ter vervanging van de oudere titel mikado (帝), wat de naam was van een keizerlijk heerser, van het begin van de historie tot het midden van de twintigste eeuw.

## Positie en taken
De traditionele rol van de Japanse keizer is eerder vergelijkbaar met die van een paus of hogepriester dan met die van een regeringshoofd. Hij heeft vooral religieuze functies binnen de shinto, een animistische religie die specifiek is voor Japan.
De tennō hield hof in Miako tot de Meiji-restauratie in het midden van de 19e eeuw, toen het hof naar Edo (het latere Tokio) verplaatst werd.
Binnen het keizerlijk paleis in Tokio bevinden zich boomgaarden, bijenkasten en rijstvelden. De tennō heeft een symbolische en religieuze rol bij het verzorgen van de oogst. Hij garandeert de vruchtbaarheid van Japan en heeft ook een rol bij diverse andere shinto-plechtigheden.
Een van de taken van de tennō was en is het bewaren van de heilige schat die door niemand mag worden gezien. De schat omvat volgens de overlevering een spiegel en een kam.

## Geschiedenis
De eerste tennō's zijn mythische, voorhistorische figuren die afstamden van de zonnegodin Amaterasu en in een bijzondere relatie stonden tot de goden. In de middeleeuwen lag het werkelijke gezag in Japan steeds bij krijgsheren en de shogun, de militaire heerser van Japan. De keizer speelde een religieuze rol.
Tijdens de Meiji-restauratie in 1868 werd de shogun afgezet en nam de Meiji-keizer het gezag in de nieuwe Japanse eenheidsstaat op zich. Formeel was de tennō een constitutioneel monarch met uitgebreide bevoegdheden, die in zijn naam door de ministers werden uitgeoefend. De werkelijke macht, en daarmee de verantwoordelijkheid van de keizer voor de Japanse agressie en de vele oorlogsmisdrijven die door het Japanse leger werden gepleegd, is nog steeds onduidelijk en omstreden.
In de jaren tussen de twee wereldoorlogen misbruikten de militaire machthebbers het aanzien van de tennō. De nadruk werd sterk gelegd op zijn goddelijke afstamming en daarmee werd ook Japan een goddelijke natie.
Na de ineenstorting van Japan in 1945 ontkende keizer Hirohito onder Amerikaanse druk dat hij een god was en nam hij genoegen met een strikt constitutionele en representatieve taak. Sindsdien zijn de staat en het religieuze in Japan strikt gescheiden. De plechtigheden bij de troonopvolging en al de andere shintoïstische plechtigheden worden door de keizer als privépersoon uitgevoerd.
Sinds 1 mei 2019 is Naruhito de 126ste keizer van Japan. Onder de moderne constitutie van Japan is de keizer voornamelijk nog in naam het hoofd van de staat.

## Voetnoten
1. ↑  Tennō. Encyclopaedia Britannica. Gearchiveerd op 10 november 2022. Geraadpleegd op 14 december 2022.

baljuw · baron · dictator · doge · emir · farao · graaf · groothertog · grootvizier · grootvorst · heer · hertog · jonker · kalief · kan · keizer · koning · landgraaf · landsheer · landvoogd · maharadja · markies · monarch · paltsgraaf · paus · president · prins-bisschop · regent · sjah · sjeik · staatshoofd · sultan · tenno · tsaar · vizier · vorst · vorst-aartsbisschop